# Abovce
Abovce (ungarisch Abafalva) ist eine Gemeinde in der Süd-Mitte der Slowakei mit 612 Einwohnern (Stand 31. Dezember 2024), die im Okres Rimavská Sobota, einem Kreis des Banskobystrický kraj, liegt und zur Landschaft Gemer gezählt wird.

## Geographie
Die Gemeinde befindet sich im Südosten des Talkessels Rimavská kotlina (Teil der Juhoslovenská kotlina) am linken Ufer der Slaná. Das Ortszentrum liegt auf einer Höhe von 159 m n.m. und ist neun Kilometer von Putnok (H), 13 Kilometer von Tornaľa sowie 30 Kilometer von Rimavská Sobota entfernt.
Nachbargemeinden sind Kráľ im Norden, Serényfalva (H) im Nordosten, Bánréve (H) im Osten und Südosten, Lenartovce im Südwesten und Chanava im Westen.

## Geschichte

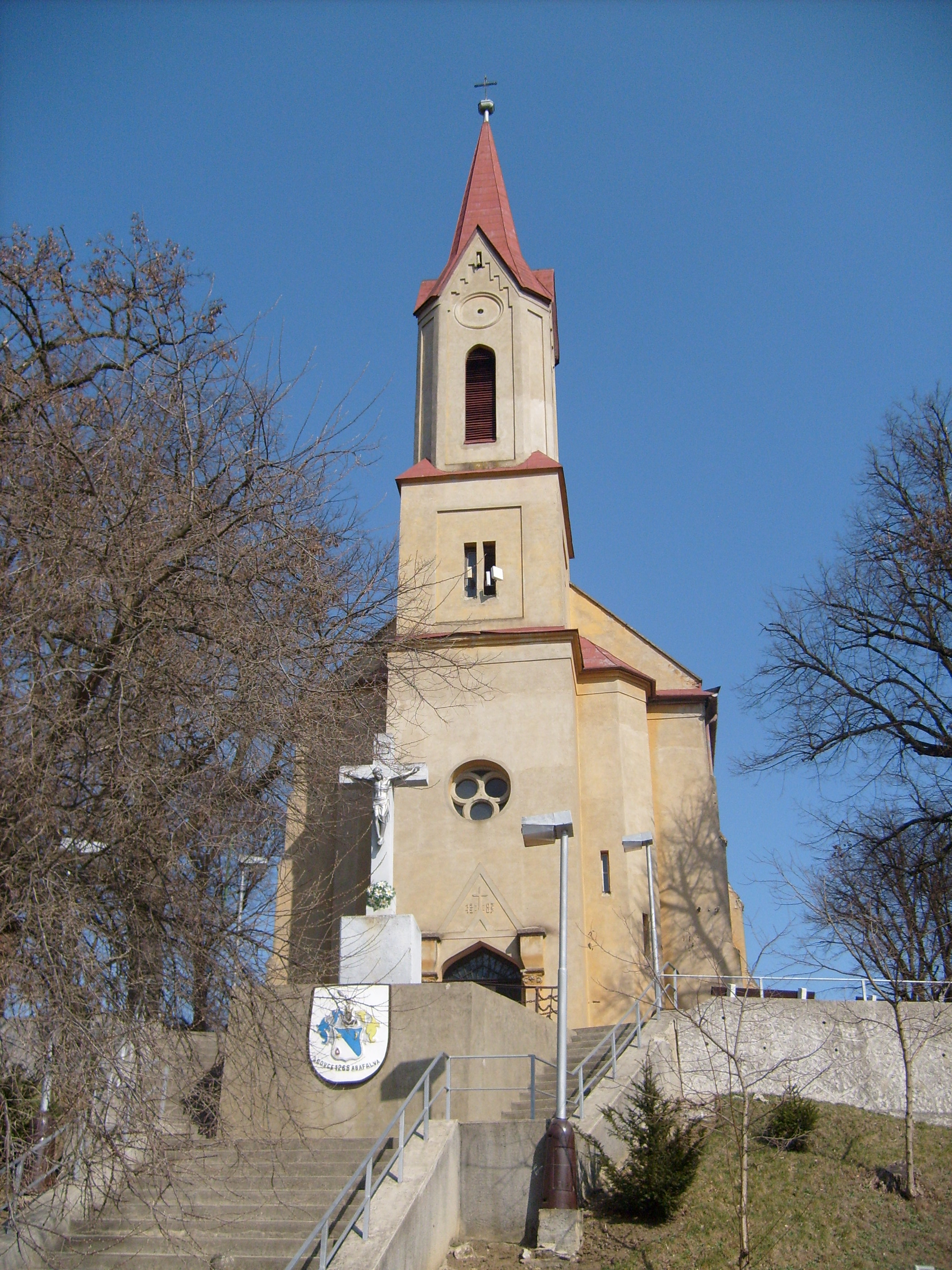
Kirche im Ort

Der Ort wurde zum ersten Mal 1339 als Abafalwa schriftlich erwähnt und ist Stammsitz des Geschlechts Abaffy. 1427 sind in einem Steuerverzeichnis insgesamt 27 Porta verzeichnet. In der Zeit der Türkenkriege war die Ortschaft gegenüber den Osmanen tributpflichtig, wie etwa im Jahr 1566. Wegen mehrerer Pestepidemien im frühen 18. Jahrhundert musste das Dorf nachgesiedelt werden. 1828 zählte man 66 Häuser und 480 Einwohner, die in der Landwirtschaft und im Obstbau beschäftigt waren.
Bis 1918/1919 gehörte der im Komitat Gemer und Kleinhont liegende Ort zum Königreich Ungarn und kam danach zur Tschechoslowakei beziehungsweise heute Slowakei. Zwischen 1938 und 1945 lag er aufgrund des Ersten Wiener Schiedsspruches noch einmal in Ungarn.

## Bevölkerung
| Jahr                | 1994 | 2004     | 2014    | 2024    |
| ------------------- | ---- | -------- | ------- | ------- |
| Anzahl der Personen | 563  | 626      | 624     | 612     |
| Unterschied         |      | +11,19 % | −0,31 % | −1,92 % |

| Jahr                | 2023 | 2024    |
| ------------------- | ---- | ------- |
| Anzahl der Personen | 637  | 612     |
| Unterschied         |      | −3,92 % |

Gemäß der Volkszählung 2011 wohnten in Abovce 593 Einwohner, davon 397 Magyaren, 135 Slowaken und 46 Roma. 15 Einwohner machten keine Angabe. 435 Einwohner bekannten sich zur römisch-katholischen Kirche, 86 Einwohner zur evangelischen Kirche A. B., 22 Einwohner zur reformierten Kirche, fünf Einwohner zur kongregationalistischen Kirche, drei Einwohner zur evangelisch-methodistischen Kirche, zwei Einwohner zu den Zeugen Jehovas und ein Einwohner zur griechisch-katholischen Kirche. 21 Einwohner waren konfessionslos und bei 18 Einwohnern wurde die Konfession nicht ermittelt.

## Bauwerke
- Abaffy-Landschloss im klassizistischen, teilweise barocken Stil aus dem Jahr 1810
- römisch-katholische Kirche im neogotischen Stil aus dem Jahr 1907

## Verkehr
Bei Abovce endet die Straße 2. Ordnung 571 (Fiľakovo–Jesenské–Abovce) an der Straße 1. Ordnung 67, unweit des Grenzübergangs Kráľ–Bánréve.
Der Ort liegt an der Bahnstrecke Bánréve–Rožňava sowie am Ende des Verbindungsbogens von Lenartovce. Es halten jedoch keine Züge an der Haltestelle mehr, nächste Bahnhöfe mit Schnellzug-Anschluss gibt es in Tornaľa, Číž und Jesenské (Stand Fahrplan 2014/2015).